# Валенсия, Стивен
Стивен Александер Валенсия Асприлья (исп. Stiven Alexander Valencia Asprilla; род. 13 марта 2003) — колумбийский футболист, защитник клуба «Кортулуа».

## Клубная карьера
Валенсия — воспитанник клуба «Кортулуа». 11 июля 2022 года в матче против «Атлетико Насьональ» он дебютировал в Кубке Мустанга. По итогам сезона клуб вылетел из элиты, но игрок остался в команде. 4 февраля 2023 года в матче против «Вальедупар» он дебютировал в колумбийской Серии B.

## Международная карьера
В 2023 году в составе олимпийской сборной Колумбии Валенсия принял участие в домашних Панамериканских играх. На турнире он сыграл в матчах против команд США и Бразилии.